# Kajakarstwo na Letnich Igrzyskach Olimpijskich 2008 – K-1 500 m mężczyzn
K-1 500 metrów mężczyzn to jedna z konkurencji w kajakarstwie klasycznym rozgrywanych podczas Letnich Igrzysk Olimpijskich 2008. Kajakarze rywalizowali między 18 a 20 sierpnia na torze Park Olimpijski Shunyi w Pekinie.

## Terminarz
Wszystkie godziny są podane w czasie pekińskim (UTC+08:00)
| Data             | Godzina |            |
| ---------------- | ------- | ---------- |
| 19 sierpnia 2008 | 15:30   | Eliminacje |
| 21 sierpnia 2008 | 15:30   | Półfinały  |
| 23 sierpnia 2008 | 15:30   | Finały     |

## Wyniki

### Eliminacje
Pierwszych sześciu zawodników z każdego biegu oraz trzech z najlepszymi czasami awansowało do półfinałów.
Bieg 1
| Pozycja | Zawodnik                 | Czas     | Uwagi |
| ------- | ------------------------ | -------- | ----- |
| 1.      | Adam van Koeverden       | 1:35,554 | Q     |
| 2.      | Eirik Verås Larsen       | 1:36,439 | Q     |
| 3.      | Michele Zerial           | 1:36,950 | Q     |
| 4.      | Steven Ferguson          | 1:37,538 | Q     |
| 5.      | Shaun Rubenstein         | 1:37,687 | Q     |
| 6.      | Dmitrij Torlopow         | 1:39,892 | Q     |
| 7.      | Jorge García             | 1:42,803 | q     |
| 8.      | Rudolph Berking-Williams | 1:47,839 | q     |

Bieg 2
| Pozycja | Zawodnik      | Czas     | Uwagi |
| ------- | ------------- | -------- | ----- |
| 1.      | Tim Brabants  | 1:36,338 | Q     |
| 2.      | Anton Riachow | 1:37,666 | Q     |
| 3.      | Stjepan Janić | 1:37,724 | Q     |
| 4.      | Arnaud Hybois | 1:37,902 | Q     |
| 5.      | Miguel Correa | 1:39,781 | Q     |
| 6.      | Emanuel Silva | 1:42,513 | Q     |
| 7.      | Tony Lespoir  | 1:53,248 |       |

Bieg 3
| Pozycja | Zawodnik          | Czas     | Uwagi |
| ------- | ----------------- | -------- | ----- |
| 1.      | Ákos Vereckei     | 1:36,099 | Q     |
| 2.      | Ken Wallace       | 1:36,208 | Q     |
| 3.      | Anders Gustafsson | 1:36,633 | Q     |
| 4.      | Marek Twardowski  | 1:39,436 | Q     |
| 5.      | Assane Dame Fall  | 1:52,215 | Q     |
| 6.      | Alcino Silva      | 1:58,178 | Q     |
| 7.      | Koutoua Abia      | 2:00,716 |       |

Bieg 4
| Pozycja | Zawodnik           | Czas     | Uwagi |
| ------- | ------------------ | -------- | ----- |
| 1.      | Micha’el Kolganow  | 1:38,396 | Q     |
| 2.      | Jonas Ems          | 1:38,819 | Q     |
| 3.      | Rami Zur           | 1:39,037 | Q     |
| 4.      | Manuel Cortina     | 1:40,626 | Q     |
| 5.      | Kasper Bleibach    | 1:42,529 | Q     |
| 6.      | Pan Yao            | 1:44,757 | Q     |
| 7.      | Myint Tayzar Phone | 1:48,179 | q     |

## Półfinały
Trzech najszybszych kajakarzy z każdego półfinału awansowało do finału.
Półfinał 1
| Pozycja | Zawodnik           | Czas     | Uwagi |
| ------- | ------------------ | -------- | ----- |
| 1.      | Adam van Koeverden | 1:42,438 | Q     |
| 2.      | Anton Riachow      | 1:42,968 | Q     |
| 3.      | Ken Wallace        | 1:43,340 | Q     |
| 4.      | Shaun Rubenstein   | 1:44,154 |       |
| 5.      | Emanuel Silva      | 1:45,985 |       |
| 6.      | Rami Zur           | 1:47,163 |       |
| 7.      | Manuel Cortina     | 1:48,333 |       |
| 8.      | Jorge García       | 1:49,077 |       |
| 9.      | Assane Dame Fall   | 2:04,633 |       |

Półfinał 2
| Pozycja | Zawodnik                 | Czas     | Uwagi |
| ------- | ------------------------ | -------- | ----- |
| 1.      | Steven Ferguson          | 1:42,238 | Q     |
| 2.      | Anders Gustafsson        | 1:42,409 | Q     |
| 3.      | Tim Brabants             | 1:42,530 | Q     |
| 4.      | Michele Zerial           | 1:42,931 |       |
| 5.      | Marek Twardowski         | 1:43,733 |       |
| 6.      | Jonas Ems                | 1:44,717 |       |
| 7.      | Miguel Correa            | 1:46,422 |       |
| 8.      | Pan Yao                  | 1:55,242 |       |
| 9.      | Rudolph Berking-Williams | DNS      |       |

Półfinał 3
| Pozycja | Zawodnik           | Czas     | Uwagi |
| ------- | ------------------ | -------- | ----- |
| 1.      | Stjepan Janić      | 1:41,689 | Q     |
| 2.      | Eirik Verås Larsen | 1:41,927 | Q     |
| 3.      | Ákos Vereckei      | 1:42,155 | Q     |
| 4.      | Micha’el Kolganow  | 1:43,145 |       |
| 5.      | Arnaud Hybois      | 1:43,559 |       |
| 6.      | Kasper Bleibach    | 1:45,418 |       |
| 7.      | Dmitrij Torlopow   | 1:47,573 |       |
| 8.      | Myint Tayzar Phone | 1:55,300 |       |
| 9.      | Alcino Silva       | 2:06,288 |       |

## Finał
| Pozycja | Zawodnik           | Czas     | Uwagi |
| ------- | ------------------ | -------- | ----- |
| złoto   | Ken Wallace        | 1:37,252 |       |
| srebro  | Adam van Koeverden | 1:37,630 |       |
| brąz    | Tim Brabants       | 1:37,631 |       |
| 4.      | Eirik Verås Larsen | 1:37,949 |       |
| 5.      | Anton Riachow      | 1:38,187 |       |
| 6.      | Ákos Vereckei      | 1:38,318 |       |
| 7.      | Anders Gustafsson  | 1:38,447 |       |
| 8.      | Steven Ferguson    | 1:38,512 |       |
| 9.      | Stjepan Janić      | 1:38,729 |       |